# 代桑当
代桑当（法語：Désandans，法語發音：[dezɑ̃dɑ̃]）是法国杜省的一个市镇，属于蒙贝利亚尔区。

## 地理
代桑当（47°31'59"N, 6°40'38"E）面积5.47 平方千米，位于法国勃艮第-弗朗什-孔泰大區杜省，该省份为法国东部内陆省份，北起上索恩省，西接汝拉省，东部及东南部与瑞士接壤，东北部与贝尔福地区省接壤。
与代桑当接壤的市镇（或旧市镇、城区）包括：艾布尔、阿尔塞、沙瓦讷、埃舍南、勒韦尔努瓦、瑟蒙当。

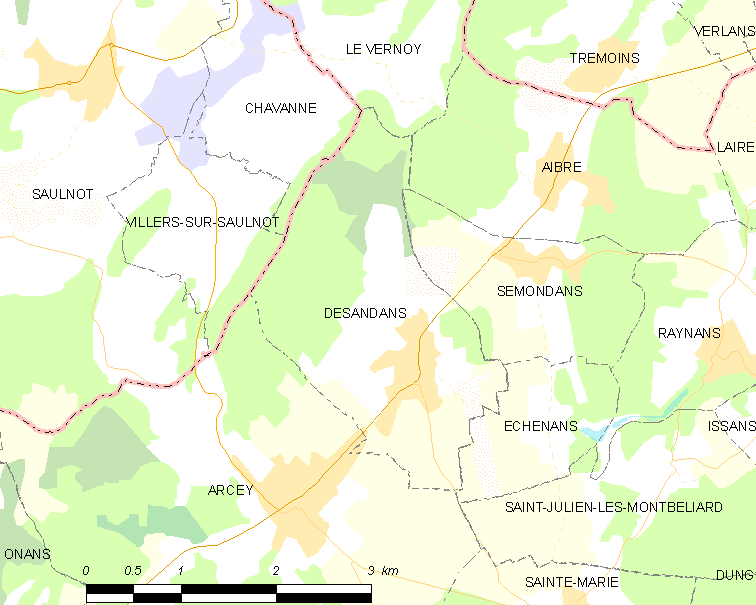
代桑当的OSM定位图

代桑当的时区为UTC+01:00、UTC+02:00（夏令时）。

## 行政
代桑当的邮政编码为25750，INSEE市镇编码为25198。

## 政治
代桑当所属的省级选区为巴旺县。

## 人口

1962-2008年间代桑当人口变化图示

代桑当于2022年1月1日时的人口数量为717人。